# 蘘荷
蘘荷（学名：Zingiber mioga），又名茗荷、日本薑、日本生薑，屬薑科薑屬多年生草本植物。

## 习性
喜溫，遇霜時莖、葉會凋萎；耐蔭濕，有較強的抗病蟲性。食用部位為花蕾，味芳香、微甘，可涼拌或炒食，或搭配日式涼拌麵線食用；也可醬藏、鹽漬，富含蛋白質、脂肪、纖維及多種維生素等。一般7月中旬至9月中旬收穫。

## 名称
蘘荷有很多别名：嘉草（《周礼》）、猼且（《史记》）、蒚蒩（《说文》）、芋渠（《后汉书》）、覆葅（《别录》）、阳藿（《广西志》）、阳荷（《黔志》）、山姜、观音花（《浙江中药资源名录》）、野老姜、土里开花、野生姜、野姜、莲花薑，在日本又称茗荷。

## 分布
在東亞分布於日本，以及中國的華東與華南地區。

## 用途
据《本草纲目》记载，阳藿不仅可作为蔬菜食用，有活血调经、镇咳祛痰、消肿解毒、消积健胃等功效，对治疗便秘、糖尿病有特效，具有较高的药用价值。
在日本也被广泛使用，在东京有地名为茗荷谷，江户时代即为种植茗荷的地带。兵庫季節性雜誌「鄉里與特產館」解說：日本栽培的青菜約有130種，野生青菜僅佔1成，其中最具代表性香菜為「茗荷」。近年因栽培技術進步，「茗荷」每年開花，2月～6月「茗荷竹」上市，季節感不明。據「俳句歲時記」記載：晚春為茗荷竹、晚夏為茗荷子、初秋為茗荷花，一年3季分期生產。
茗荷為日本香辛菜類代表，其藥效雖未曾明載，但傳說：「釋家的弟子因吃了美味的茗荷料理，飽食之後睏眠而遺忘自身應做的事。」茗荷花、茗荷竹具有特殊香氣、色彩、辣味，是季節感明顯的香菜君王，被廣泛的利用在「小菜、湯、酢漬、油炸、醬菜」等日本有名的料理。

## 延伸阅读
[在维基数据编辑]
 《欽定古今圖書集成·博物彙編·草木典·蘘荷部》，出自陈梦雷《古今圖書集成》
 《植物名實圖考·蘘荷》，出自吳其濬《植物名實圖考》